# Combinado
Combinado là một đô thị thuộc bang Tocantins, Brasil. Đô thị này có diện tích 209,613 km², dân số năm 2007 là 4878 người, mật độ 23,27 người/km².